# Schloss Ofenwang

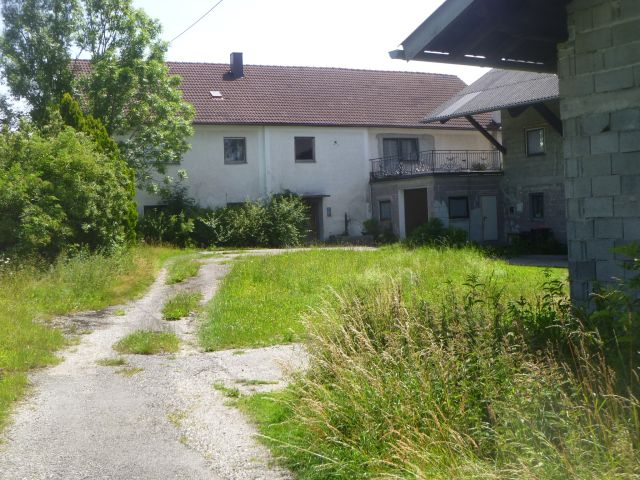
Bauernhof an der Stelle des Schlosses Ofenwang

Das ehemalige Schloss Ofenwang befand sich in dem Ortsteil Ernsting (Diepoltsdorf) der Gemeinde Ostermiething im Bezirk Braunau.
An der Stelle des abgekommenen Schlosses (Diepoldsdorf 7) befindet sich jetzt ein Bauernhof. Die Behauptung, vom Schloss Ofenwang habe ein unterirdischer Gang hinauf zu einem Steinbruch geführt, lässt sich nicht beweisen.

## Geschichte
Der gefreite Sitz zu Ofenwang ist um 1150 mit Reinbertus den Ovenwanch bekundet. 1503 besaß den Ansitz Kaspar Murhardt. Nachfolger waren die Herren von der Leitter, die Ofenwang mit ihrer Herrschaft Wald vereinigten. Allerdings wird angemerkt, dieser Sitz habe „kain ordentliches gemörck, auch nur einen Hofpauren und Miller, welche ihre Grünt, gleich unter den landgerichtischen vermischt und keinen sondern Umfang haben“. Ein Caspar Horhart zu Ofenwang und seine Frau Jacobina sind in einer Urkunde von 3. November 1559 bezeugt.
Ofenwang gehörte zur Gerichtsbarkeit von Wildshut.